# Arbinda
Arbinda là một tổng Soum (tỉnh) ở tây bắc Burkina Faso. Dân số năm 2006 là 90.735 người. Thủ phủ là thị xã Arbinda.

## Các thị xã và làng xã
Aladjou, Arba-Débéré, Arra, Bamguel-Baguel, Belgou, Belhouro, Bossey, Boulikessi, Dalla, Dampela, Dandio, Demtou, Djamkolga, Djika, Gaïk-Goata, Gaselnaye, Gasseliki, Gorel, Gorguel, Foubé, Irakoulga, Katté, Kioké, Kougri-Koulga, Kouilpagré, Liki, Lilgomdé, Madoudji, Niafo, Oualdéguédé, Ouilao, Oulf-Alpha, Palal-Sambo, Pelhouté, Pem, Peteldiré, Petelkotia, Sanga, Sikiré, Sirgné, Werapoli e Yalanga.